# Ptilodactyla texana
Ptilodactyla texana is een keversoort uit de familie Ptilodactylidae. De wetenschappelijke naam van de soort is voor het eerst geldig gepubliceerd in 1906 door Schaeffer.